# Grand prix des lectrices de Elle Québec

Logo du mensuel ELLE Québec

Le grand prix des lectrices de Elle Québec (1993-2000) était décerné par un jury de trente-cinq lectrices du magazine mensuel Elle Québec à un roman publié au Québec à partir d'une liste de dix romans sélectionnés par un comité de lecture.

## Lauréats
- 1993 : Marie Laberge – Quelques adieux
- 1994 : Jacques Godbout – Le Temps des Galarneau
- 1995 : Michel Tremblay – Un ange cornu avec des ailes de tôle
- 1996 : Ying Chen – L'Ingratitude
- 1997 : Nancy Huston – Instruments des ténèbres
- 1998 : Sergio Kokis – L'Art du maquillage
- 1999 : Aude – L'Enfant migrateur
- 2000 : Guy Demers – Sabines